# Krašić
Krašić ist ein kleines Dorf am Südhang der Žumberačka gora im mittleren Kroatien, westlich von Jastrebarsko.

## Geschichte

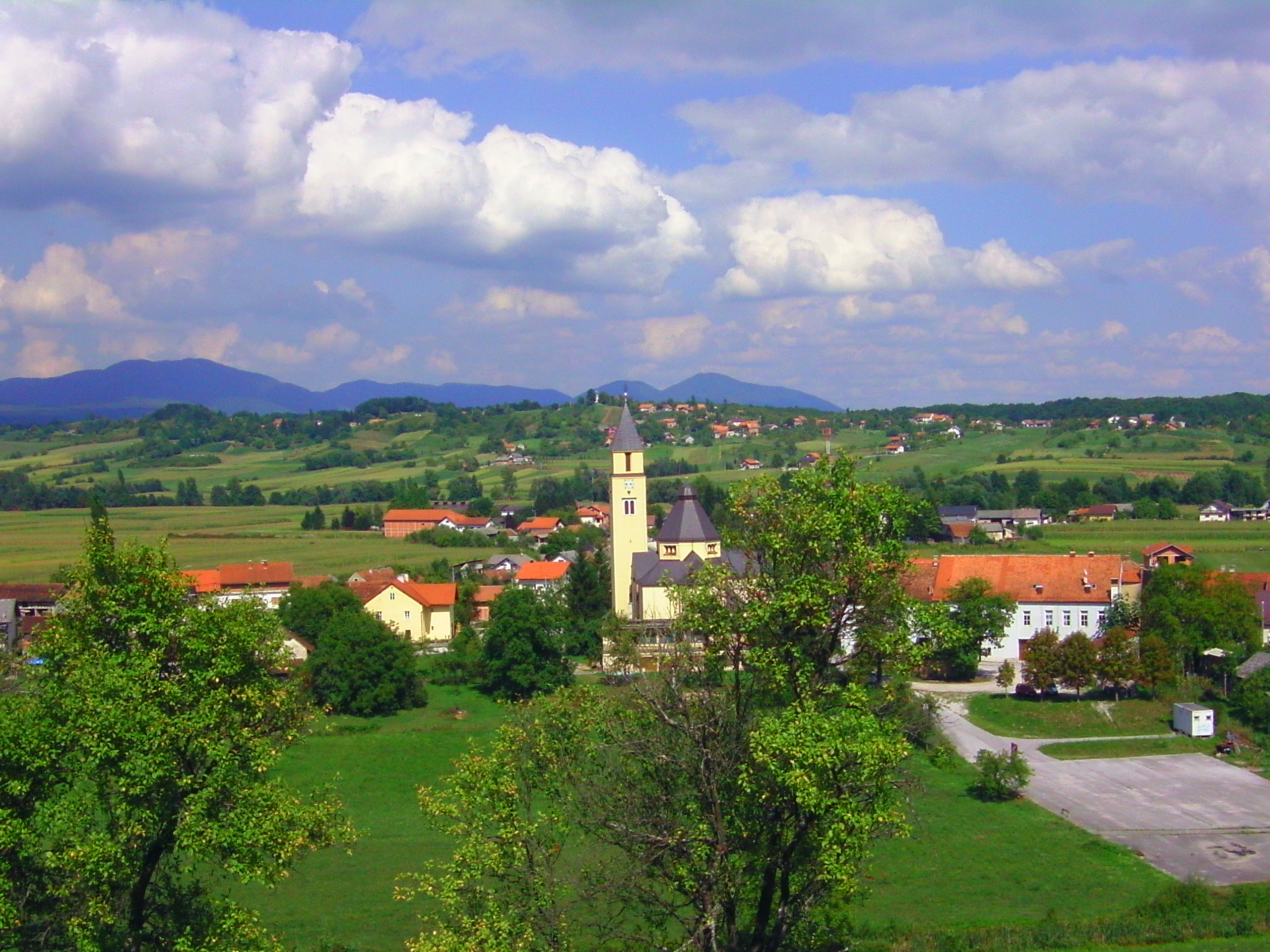
Blick auf Krašić

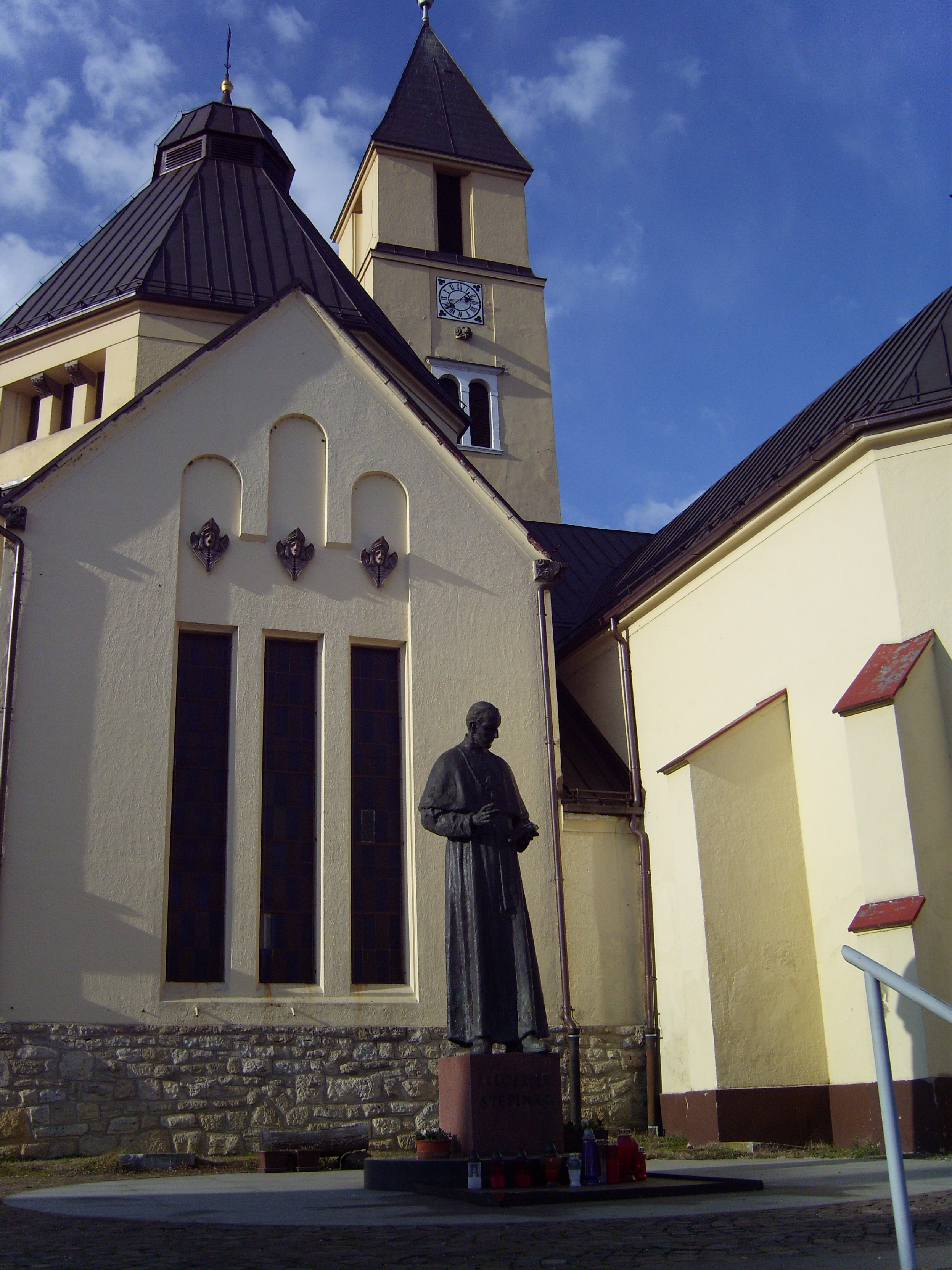
Pfarrkirche von Krašić

Die gotische Pfarrkirche der hl. Dreieinigkeit, bereits im Jahre 1334 urkundlich erwähnt, wurde um 1759 barockisiert. Der Glockenturm stammt aus dem Jahr 1771.
Im Allerheiligsten steht ein Barockaltar aus dem Jahr 1743. Zum Kircheninventar gehört ein wertvolles Golgotha-Relief im Rokokostil.
Von 1911 bis 1913 wurde die Kirche nach einem Entwurf des Architekten Stjepan Podhorsky (1875–1945) erweitert.
In Krašić lebte und wirkte der kroatische Kardinal und Erzbischof von Zagreb, Alojzije Stepinac, den das kommunistische Regime Jugoslawiens nach dem Zweiten Weltkrieg zu 16 Jahre Haft verurteilt hatte. Ab dem Jahr 1951 verbrachte der im Volk sehr beliebte Kardinal die letzten Jahre seines Lebens in Krašić. Am 29. November 1952 wurde ihm die Kardinalswürde verliehen. Deshalb kommen besonders Katholiken alljährlich, um den Pfarrhof zu besichtigen, in dem der Kardinal neun lange Jahre, bis zum 10. Februar 1960 in Hausarrest lebte.
An der Landmarke Krupače bei Krašić wurde ein Urnenfeld aus der Hallstatt-Kultur gefunden.

## Persönlichkeiten
- Alojzije Stepinac (1898–1960), Erzbischof
- Franjo Kuharić (1919–2002), Erzbischof